# Беснар, Владимир
Владимир Беснар (1890, Санкт-Петербург — 11 августа 1960, Сан-Паулу) — французский биолог и бразильский океанограф. Считается отцом бразильской океанографии.
Родился в Российской Империи у французских родителей. Обучался в университетских центрах Киева и Москвы. Вместе с Теодором Моно в 1927 году открыл асселарского человека.

## Память
В его честь названы океанографическое судно, несколько подводных географических объектов и улица в Сан-Паулу (Rua Professor Wladimir Besnard).